# Сахалинка (станция, Томская область)
Сахалинка — станция (населенный пункт) в Первомайском районе Томской области России. Входит в состав Сергеевского сельского поселения.

## География
Находится на юго-востоке региона.

## История
Согласно Закону Томской области от 10 сентября 2004 года № 204-ОЗ селение вошло в состав Сергеевского сельского поселения.

## Население
| 2002 | 2010 | 2012 | 2013 | 2014 | 2015 | 2021 |
| ---- | ---- | ---- | ---- | ---- | ---- | ---- |
| 89   | ↘72  | ↗74  | ↘70  | →70  | ↗71  | ↘54  |

## Инфраструктура
Путевое хозяйство.

## Транспорт
Автомобильный и железнодорожный транспорт.
Просёлочные дороги местного значения.